# NGC 6303
NGC 6303 est une lointaine et vaste galaxie elliptique située dans la constellation du Dragon. Sa vitesse par rapport au fond diffus cosmologique est de 12 104 ± 33 km/s, ce qui correspond à une distance de Hubble de 178,5 ± 12,5 Mpc (∼582 millions d'al). NGC 6303 a été découverte par l'astronome américain Lewis Swift en 1884.
Selon la base de données Simbad, NGC 6303 est une radiogalaxie.